# Think About Life (album)
Pour le groupe, voir Think About Life.
 (mai 2023).
Si vous disposez d'ouvrages ou d'articles de référence ou si vous connaissez des sites web de qualité traitant du thème abordé ici, merci de compléter l'article en donnant les références utiles à sa vérifiabilité et en les liant à la section « Notes et références ».
Albums de Think About Life
Family
(2009)
Think About Life est le premier album du groupe de rock canadien Think About Life.

## Liste des chansons
1. "Paul Cries"
2. "Bastian and the Boar"
3. "Commander Riker's Party"
4. "Fireworks"
5. "Money"
6. "In Her Hands"
7. "Serious Chords"
8. "What the Future Might Be" (feat. Subtitle)
9. "(slow-motion slam-dunk from the free-throw line)"
10. "The Blue Sun"

### Personnel
- Martin Cesar - chant (batterie sur "The Blue Sun")
- Graham Van Pelt - clavier / chant
- Matt Shane - batterie (chant sur "The Blue Sun")
- Subtitle - chant sur "What the Future Might Be"